# Nicanor (zoon van Parmenion)
Nicanor (Nικάνωρ), de zoon van Parmenion, was een officier in dienst van Alexander de Grote. 
Hij wordt voor het eerst vermeld bij de oversteek van de Donau, tijdens de expeditie van Alexander tegen de Getae, in 335 voor Christus. Toen leidde hij een deel van de falanx. Maar tijdens de expeditie in Azië lijkt het alsof hij de commandant was van de troepen die de hypaspisten genoemd werden, die bestonden uit drie eenheden van elk 3.000 man. Ze waren de elite-infanterie van het leger. Zijn broer, Philotas, leidde de hetairoi, of de elite-cavalerie van het leger. Hij hield zijn post tijdens de drie grote slagen aan de Granicus, bij Issus en bij Gaugamela. Hierna ging hij mee met Alexander met een deel van zijn leger tijdens de snelle mars van de koning om Darius III gevangen te nemen. Dit was waarschijnlijk het laatste wat hij heeft gedaan voor Alexander, want hij stierf aan een ziekte kort hierna, tijdens Alexanders mars naar Bactria. Dit bleek voor hem gelukkig te zijn, want hierdoor onderging hij niet hetzelfde lot als zijn broer, Philotas, die samenzwoer tegen Alexander en de doodstraf kreeg.